# Heidelberg
Heidelberg er en by i den tyske delstat Baden-Württemberg. Byen er bedst kendt for sit universitet (Ruprecht-Karls-Universität Heidelberg), som blev grundlagt i 1386 og dermed er Tysklands ældste.